# Basel-Bruderholz
Das Quartier Bruderholz (Baseldeutsch Bruederholz [ˌbʀuə̯də̆ʁˈhɔlt͡s]) ist ein Stadtteil der Schweizer Stadt Basel.
Das Quartier zählt mit seinen zahlreichen grosszügigen Grünflächen und einer gross angelegten Villenlandschaft zu den wohlhabenderen Teilen Basels und zeichnet sich vor allem durch seinen suburbanen Charakter nahe des Stadtzentrums aus.
Früher gehörte das Gebiet zum Stadtteil Gundeldingen und wurde erst später als eigener Stadtteil losgelöst.

## Lage
Der Stadtteil Bruderholz grenzt im Norden an den Stadtteil Gundeldingen (Gundeldingerstrasse), im Osten an den Stadtteil St. Alban (Reinacherstrasse) und die Gemeinde Münchenstein, im Süden an die Gemeinde Reinach sowie im Westen an die Gemeinden Binningen und Bottmingen, allesamt im Kanton Basel-Landschaft.
Das Quartier, mit einem basellandschaftlichen Höhenzug gleichnamig, liegt auf der Grossbasler Seite, südlich des Bahnhof SBB in einer reizvollen Hang- und Hügellage, dem Bruderholz, das dem Quartier den Namen gab. Das 259.61 ha grosse Quartier ist eine bevorzugte Wohngegend, in der etwa 8900 Menschen leben.
Auf dem höchsten Punkt des Bruderholzes steht der öffentlich zugängliche, 30 m hohe Wasserturm Bruderholz aus dem Jahr 1926, von welchem man eine herrliche Aussicht auf die Stadt Basel hat. Etwas abseits vom Turm liegt die 1815 als Feldbastion gegen Napoléon angelegte Batterieschanze.

## Geschichte
Der Legende nach soll ein Barfüssermönch seinen Orden verlassen haben und in die Wälder ausserhalb der Stadt gezogen sein. Dort lebte er von da an alleine. Man vermutet, dass der Name Bruderholz auch von dieser Legende her stammt.
Historisch wurde das Bruderholz durch die danach benannte Schlacht (Gefecht am Bruderholz) während des Schwabenkrieges von 1499 bekannt. In Reinach befindet sich das Bruderholzdenkmal.
Am 12. Februar 2006 wurden bei einer Volksabstimmung zwei Zonenänderungen vom Volk abgelehnt. Diese hätten einen 0,5 ha grossen Ackerstreifen und einen 0,4 ha grossen Anteil an Familiengärten in eine Zone für zweigeschossige Wohnbauten geändert.

## Verkehr
Das Bruderholz weist ein gut ausgebautes Strassennetz und zahlreiche Fussweglein auf. Mit den Tramlinien 15 und 16 und den Buslinien 37 und 47 ist das Quartier an den öffentlichen Verkehr angeschlossen.

## Wohnbezirke
Das Bruderholz ist in drei Wohnbezirke unterteilt:
- Thiersteinerrain (Gundeldingerrain)
- Batterie-Nord (Buremichelskopf, Wasserturm, Jakobsberg)
- Batterie-Süd (Hundsbuckel, Klosterfiechten, Zwölf Jucharte)

## Gebäude und Sehenswürdigkeiten
- Tituskirche
- Wasserturm Bruderholz

## Galerie

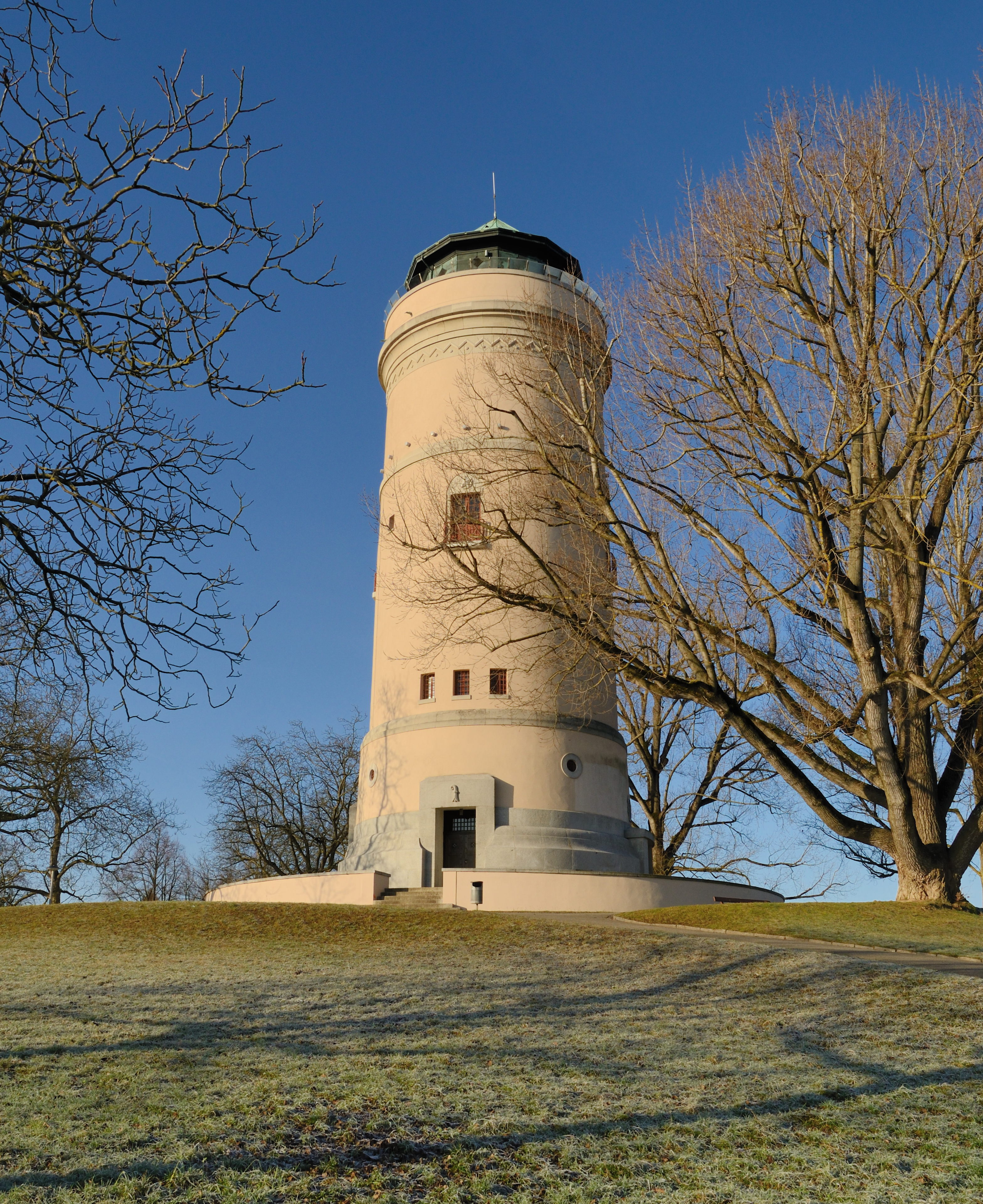
Wasserturm
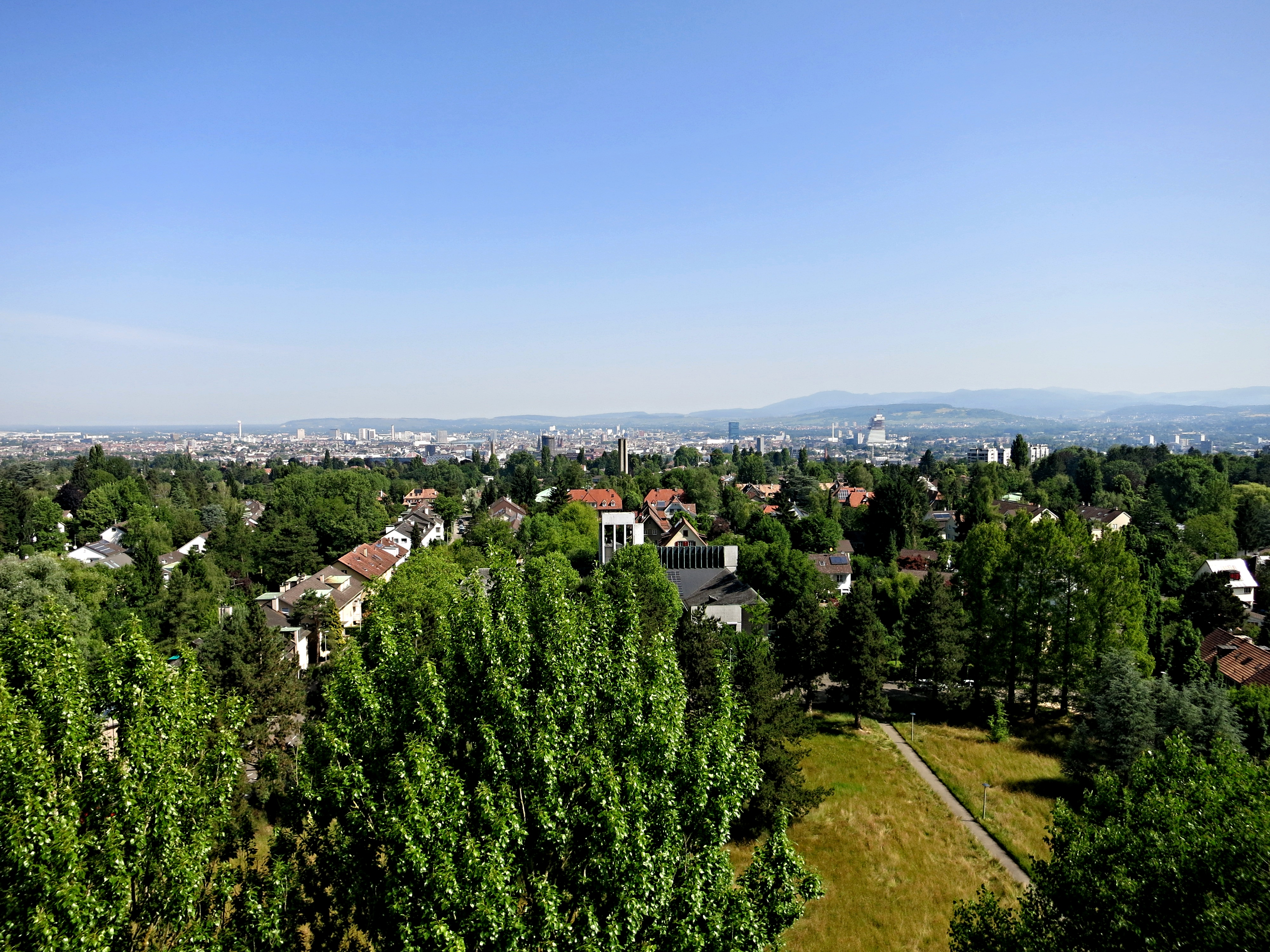
Blick auf das Stadtzentrum
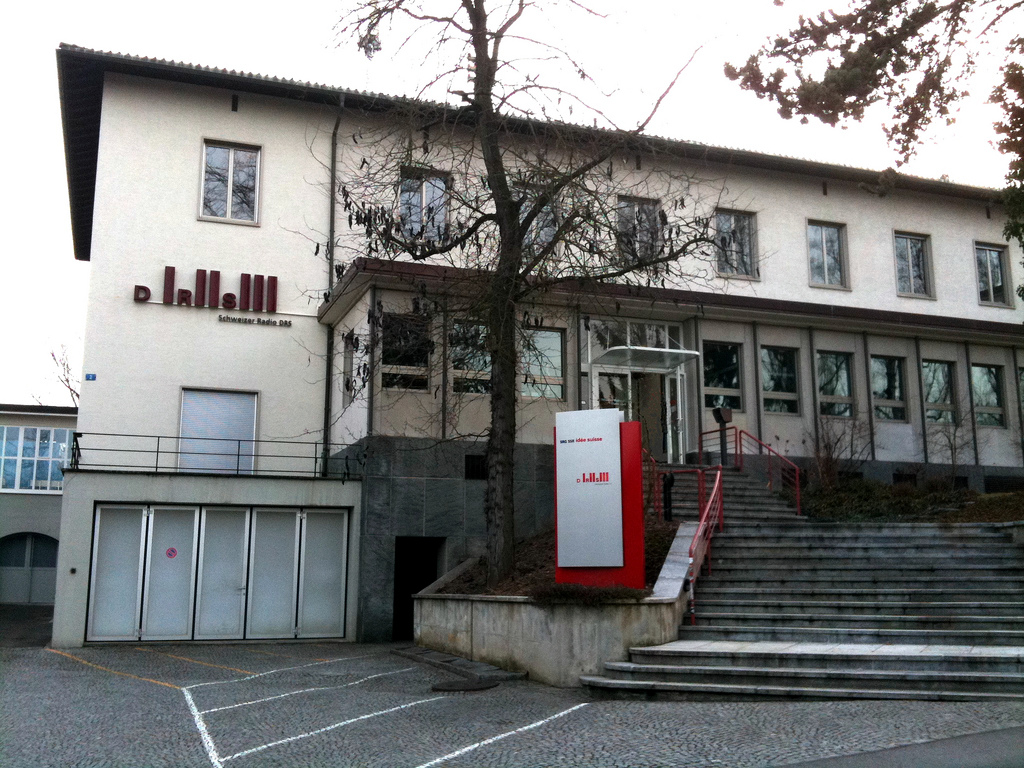
SRF-Radiostudio Basel (bis 2019 in Betrieb)